# 德奥里卡兰
德奥里卡兰（Deorikalan），是印度贾坎德邦Palamu县的一个城镇。总人口3929（2001年）。

## 人口
该地2001年总人口3929人，其中男性2054人，女性1875人；0—6岁人口679人，其中男379人，女300人；识字率53.63%，其中男性为65.24%，女性为40.91%。